# Крестьянский музей (Каяани)
Крестьянский музей Рийхипиха (фин. Riihipihan talonpoikaismuseo) — музей крестьянской жизни провинции Кайнуу, расположенный в деревне Вуолиёки (Кайнуу) региона Каяани (Финляндия).

## Описание
Музей крестьянской культуры был открыт в 1991 году в деревне Вуолиёки, региона Кайнуу. Он представляет собой небольшую деревню, созданную из деревянных строений, которые были перенесены сюда из разных частей провинции. Большинство из них ранее находились на фермах у города Каяани.
Более 30 зданий и сооружений в музейной зоне иллюстрируют деревенские населенные пункты и дворы на рубеже XIX и XX веков. В музее около 4 000 предметов. Музей открыт в летние месяцы, в другое время музей функционирует для проведения частных мероприятий. Городские мероприятия также проводятся в музейной зоне, а также проводятся ежегодно в начале июля.
Музейная деревня состоит из таких сооружений как деревенский молочный магазин (1945 год, Вуолиёки), зерновой склад (1838 год), ветряная мельница, конюшни с фермы Соткамо Ёрмаскиля Хилясен, бревенчатый дом Пихлямяки (конец XIX - начало XX веков, Соткамо), амбар с фермы Вуолиёки Паавола, кузница, луговая баня и другие.

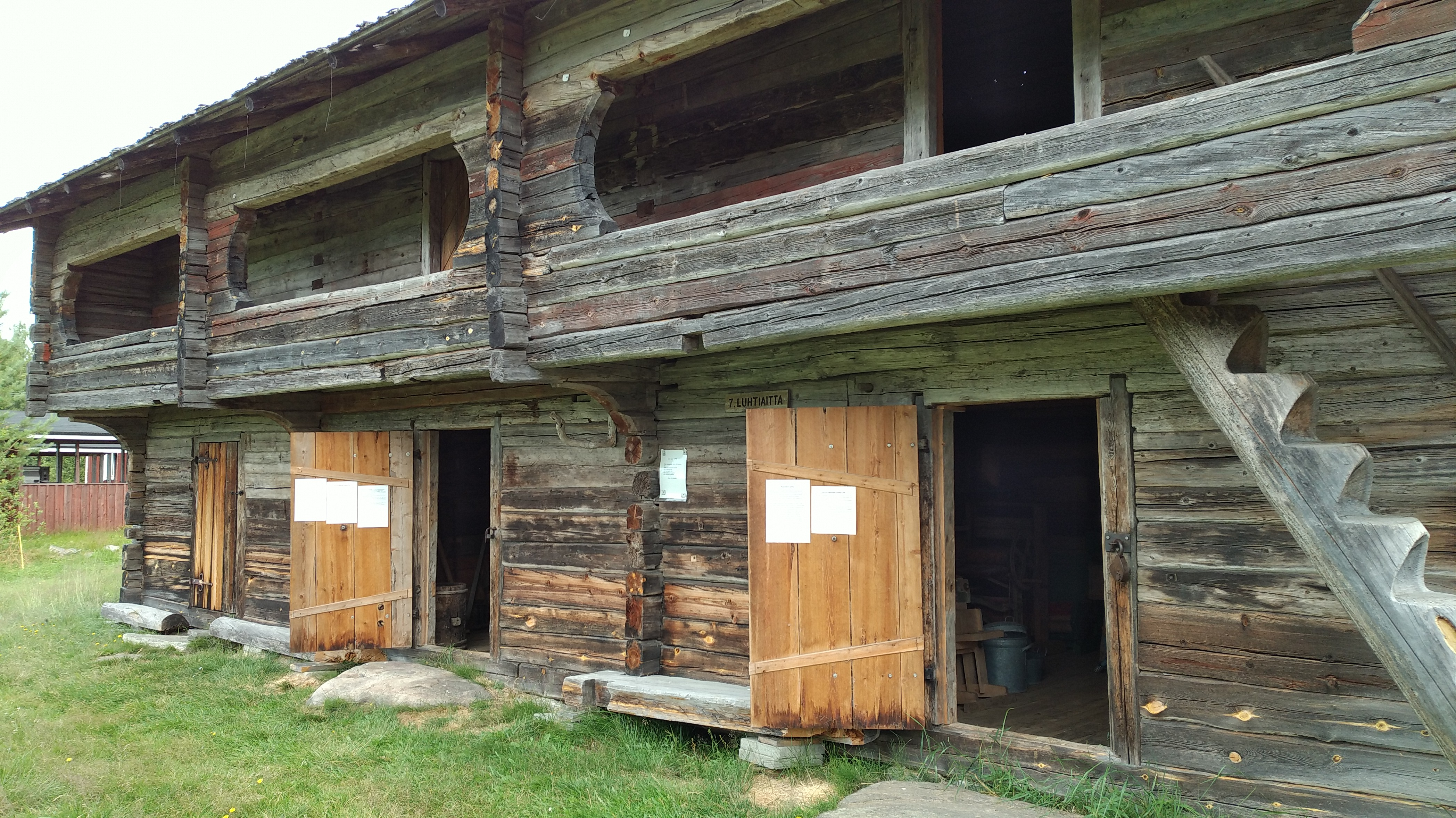
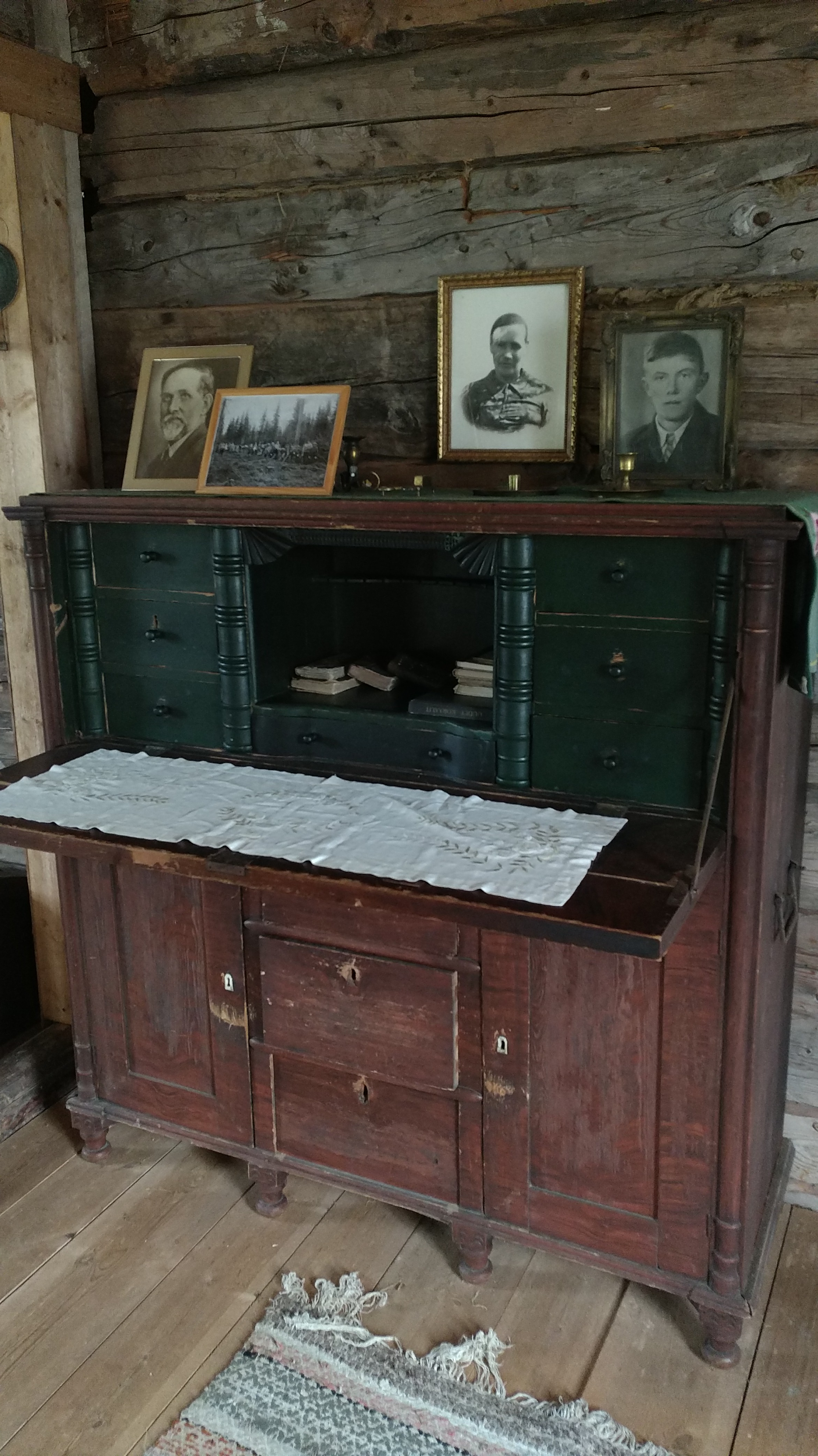
Здание музея внутри
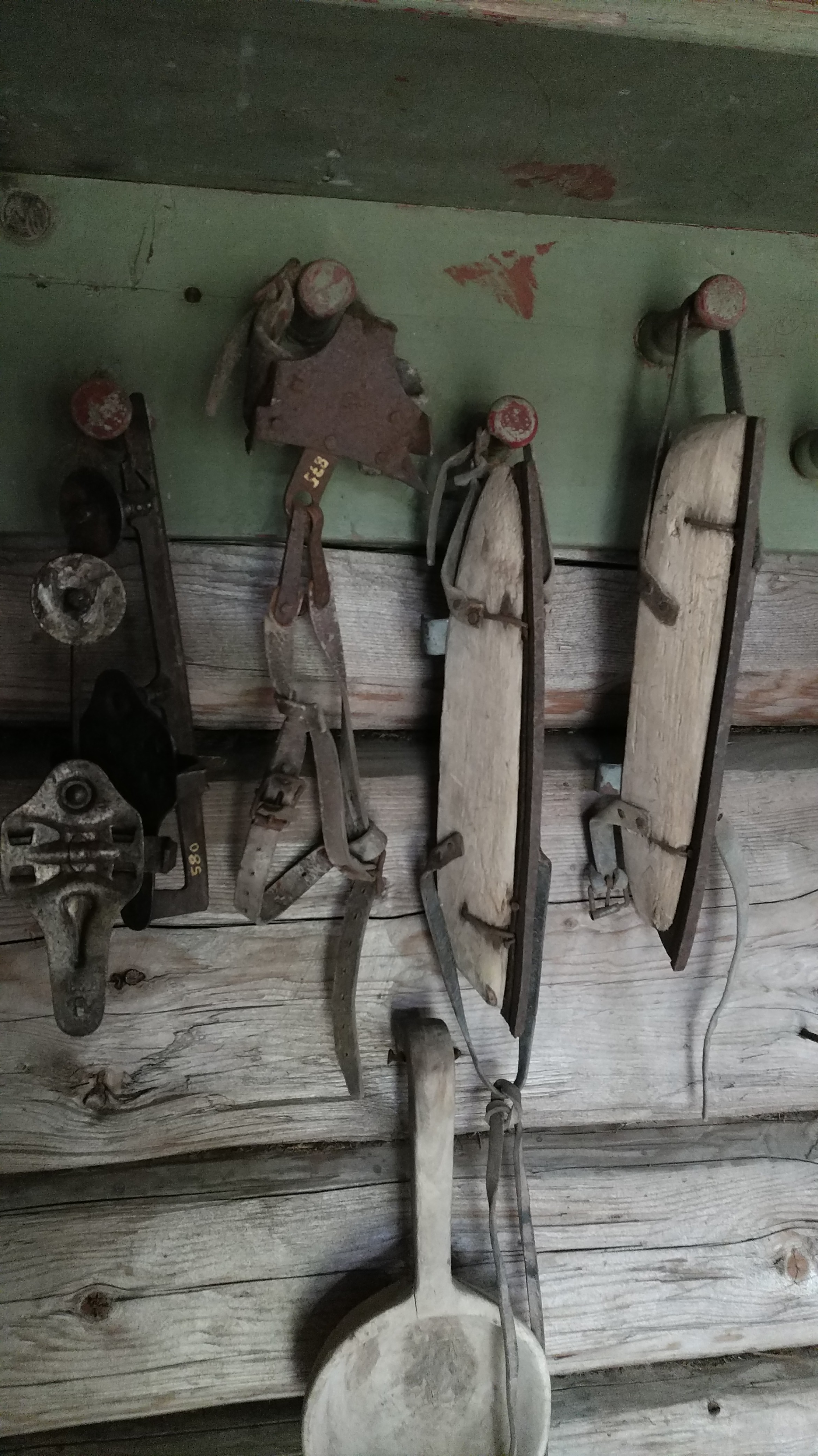
Экспонаты музея
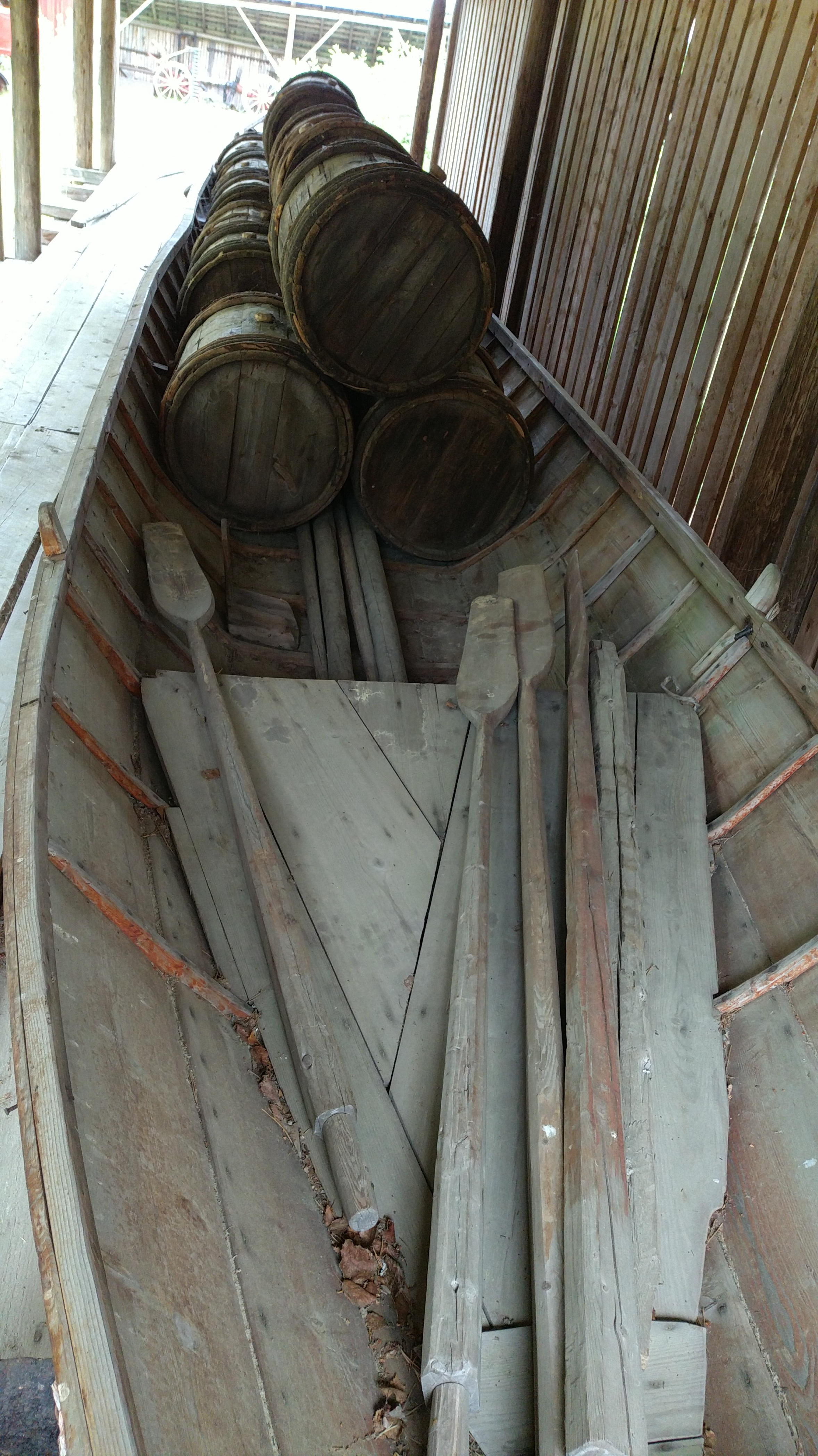
Лодка с бочками для смолы
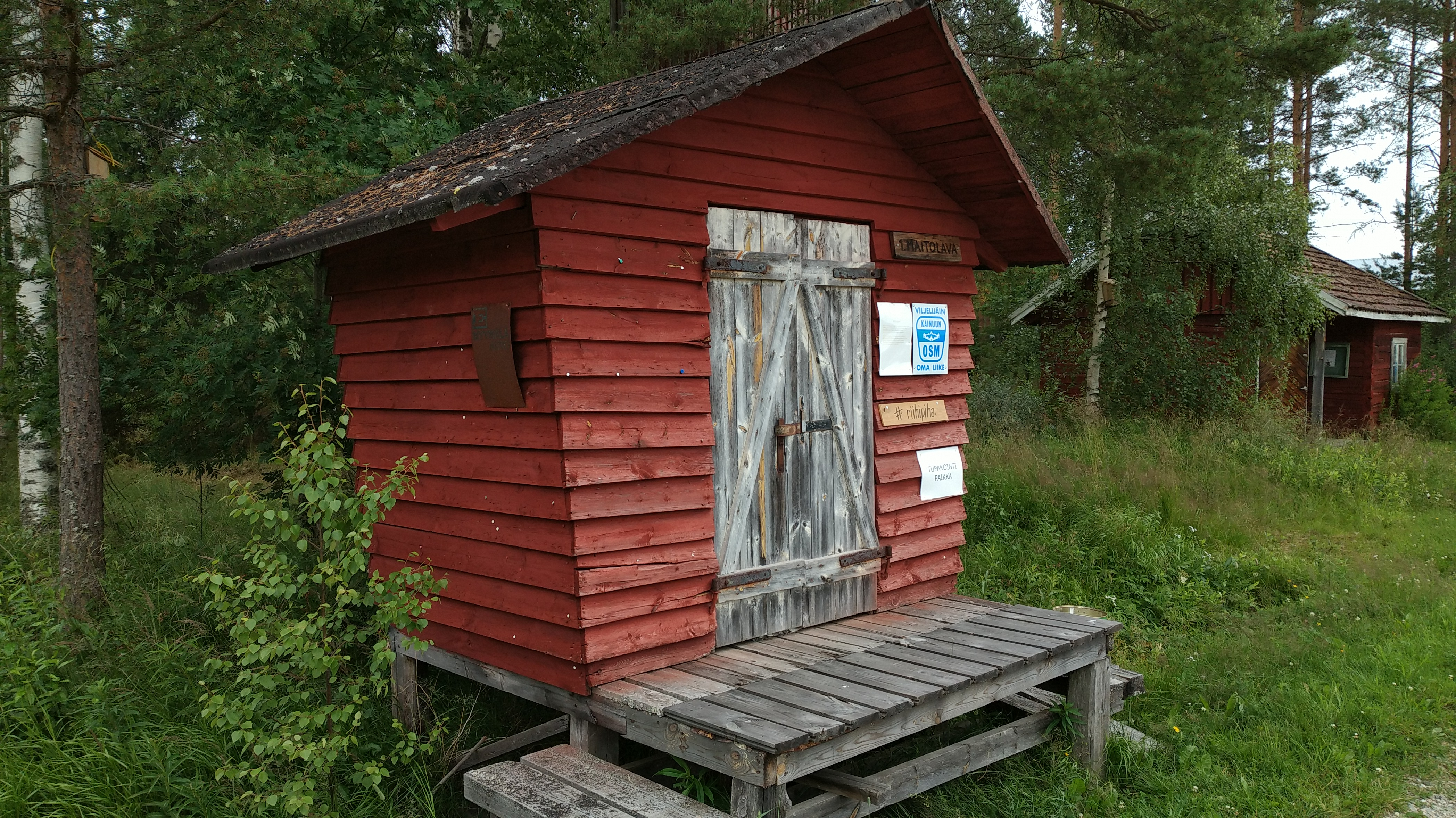
Молочный магазин